# Hellmut Homberg
Hellmut Homberg (ur. 5 września 1909 w Barmen, zm. 7 lipca 1990 w Hagen) – niemiecki inżynier budownictwa.
Hellmut Homberg pochodził z rodziny przedsiębiorczej. Studiował budownictwo w Wyższej Szkole Technicznej w Darmstadt, Wyższej Szkole Technicznej w Hannowerze i Wyższej Szkole Technicznej w Berlinie.

## Wybudowane mosty
- 1952: Most na Renie w Rodenkirchen
- 1959: Blombachtalbrücke(inne języki)
- 1963: Autobahnbrücke Moorfleet w Hamburgu
- 1965: Most na Renie w Leverkusen
- 1965: Rheinbrücke Emmerich(inne języki)
- 1967: Rheinbrücke Bonn-Nord(inne języki)
- 1967: Rheinbrücke Rees-Kalkar(inne języki)
- 1969: Pont Masséna(inne języki), Paryż
- 1978: Godsheide Albert-Kanalbrücke, Belgia
- 1978: Rheinbrücke Neuwied(inne języki)
- 1982: Kessock Bridge(inne języki), Szkocja
- 1986: Alex Fraser Bridge(inne języki), Vancouver
- 1987: Most Ramy IX(inne języki) (most nad Menamem), Bangkok
- 1991: Queen Elizabeth II Bridge (Dartford Crossing(inne języki)) – most na Tamizie w Dartford

Mosty na Renie w Rodenkirchen i w Emmerich są mostami wiszącymi, Blombachtalbrücke to żelbetowy most łukowy, a reszta to mosty wantowe.